# McPherson Square (Metro de Washington)
McPherson Square es una estación en las líneas Azul, Plata y Naranja del Metro de Washington, administrada por la Autoridad de Tránsito del Área Metropolitana de Washington. La estación se encuentra localizada en 1400 I St. NW en Washington D. C.. La estación McPherson Square fue inaugurada el 1 de julio de 1977.

## Descripción
La estación McPherson Square cuenta con 2 plataformas laterales. La estación también cuenta con 0 de espacios de aparcamiento, 1 espacios para bicicletas y con  casilleros.

## Conexiones
La estación es abastecida por las siguientes conexiones de autobuses: 
- Rutas del MetroBus
 DC Circulator
Loudoun County Commuter Bus
MTA Maryland Commuter Bus
OmniRide Commuter